# Jequitibá
Jequitibá é uma árvore com troncos grandes, tanto em comprimento como em diâmetro, da família das lecitidáceas.
As duas espécies mais conhecidas de jequitibá são:
- Cariniana legalis, o jequitibá-rosa e
- Cariniana estrellensis, o jequitibá-branco ou somente jequitibá,

às quais se pode ainda acrescentar:
- Cariniana rubra, o jequitibá-vermelho,
- Cariniana parvifolia, o jequitibá-cravinho.[1]
- Cariniana ianeirensis, conhecido apenas como jequitibá, e

As designações populares desses tipos de árvores não são, no entanto, muito conclusivas. Efetivamente, muitas espécies são designadas, em regiões diferentes, por nomes iguais. A correlação apresentada no Dicionário Aurélio, por exemplo, é contraditória com a utilizada por muitos especialistas, como o botânico brasileiro Harri Lorenzi.

## Etimologia
A palavra "jequitibá" é originária do termo tupi para a árvore, yekïti'bá.

## Características

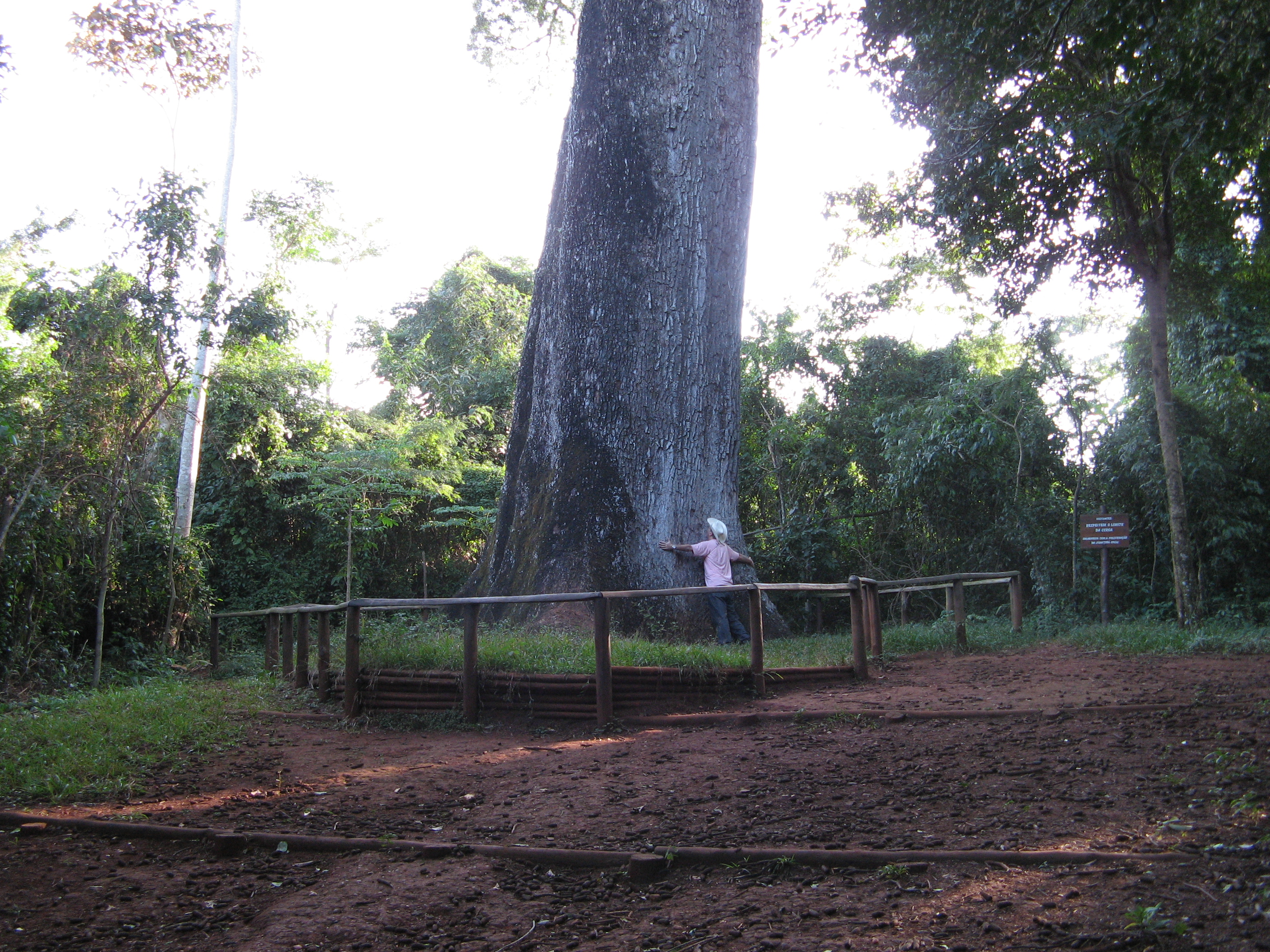
Jequitibá-rosa no Parque Estadual do Vassununga, em Santa Rita do Passa Quatro, em São Paulo, no Brasil. Esta árvore pode ser considerada um dos maiores e mais antigos seres vivos do mundo, com idade estimada em 3 050 anos. Por ironia, neste terreno, um dos mais férteis do planeta, planta-se cana-de-açúcar e esta árvore apenas não foi cortada antes de ser criado o parque por ter sido muito difícil se arranjar um instrumento para se conseguir derrubá-la.

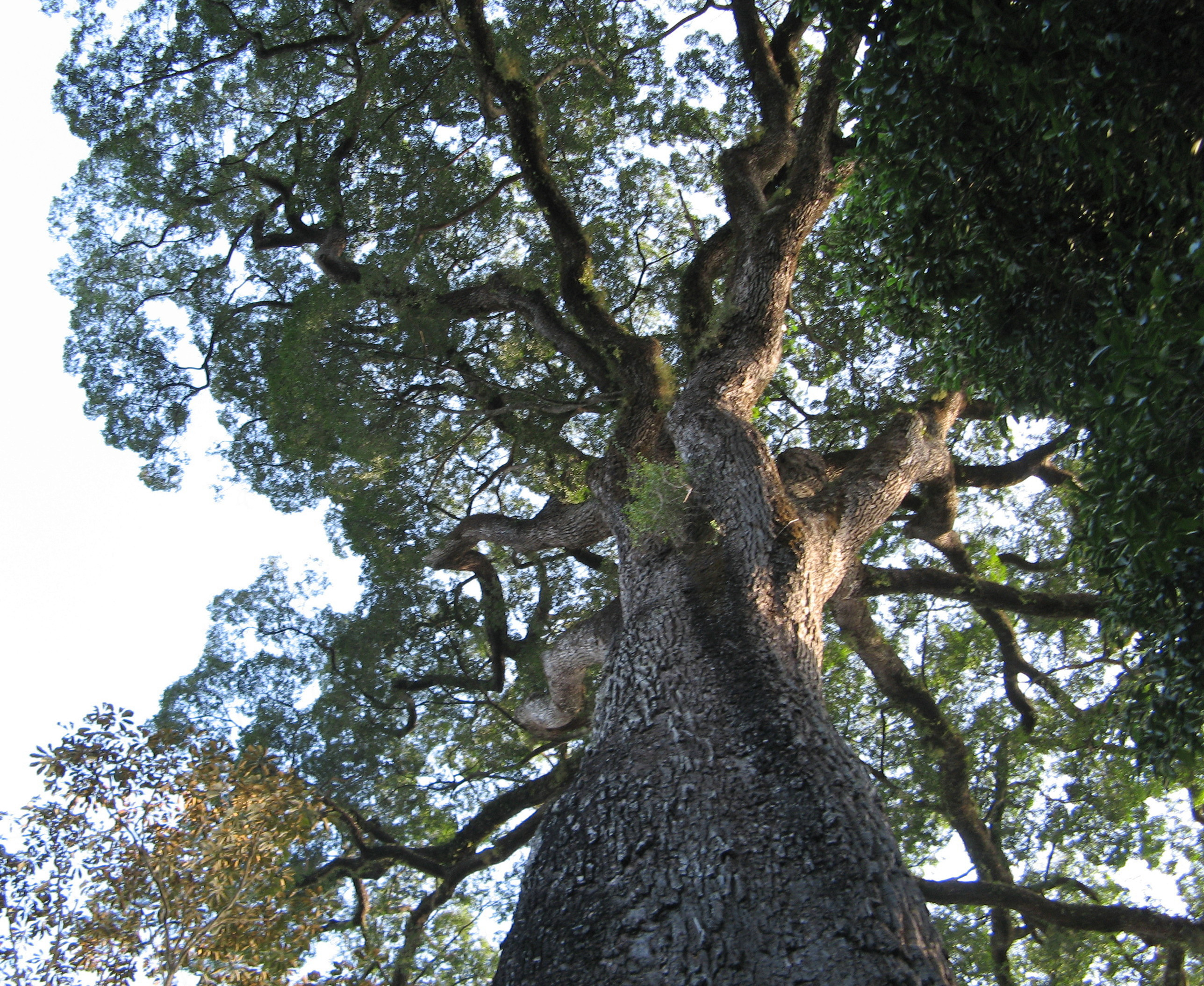
Jequitibá-rosa no Parque Estadual do Vassununga, em Santa Rita do Passa Quatro, em São Paulo, no Brasil. Possui 3 000 anos de idade e ainda frutifica.

Árvores nativas da Mata Atlântica brasileira, existentes apenas na Região Sudeste do Brasil e em alguns estados vizinhos. Suas folhas apresentam tom avermelhado na primavera e suas flores são claras ou vermelhas. Em língua tupi, significa "gigante da floresta", o que é compreensível[carece de fontes?]. Figuram na relação das maiores árvores do Brasil, tal como os jatobás, sapucaias e angelins. Na floresta, árvore adulta desta espécie é emergente, isto é, pode ser vista bem acima das demais. Registros atuais anotam jequitibás com sessenta metros de altura. Para se ter ideia do que significam sessenta metros, basta lembrar que esta é a altura de um prédio de vinte andares. Suas pequenas flores têm um delicioso e adocicado aroma.
No Parque Estadual do Vassununga, em Santa Rita do Passa Quatro, no estado de São Paulo, no Brasil, encontram-se alguns dos maiores exemplares de jequitibá conhecidos. O jequitibá-rosa de 3 000 anos, chamado por alguns de "Patriarca da Floresta", mede 49 metros de altura e tem uma circunferência de dezesseis metros, ou seja, são necessárias dez pessoas de mãos dadas para dar a volta em seu tronco.
As jequitibás podem viver por vários anos e até mesmo décadas. Elas são árvores que vivem em locais nativos como: matas, florestas, composta, etc.[carece de fontes?]

## O Jequitibá na Cultura e na Arte
Árvore frondosa e imponente, empresta nome a ruas, cidades e parques do Brasil. Na música, é cantada pelos caipiras, como em "Saudade da Minha Terra", de Goiá e Belmonte:
"...vou escutando, o gado berrando, o sabiá cantando no jequitibá..."

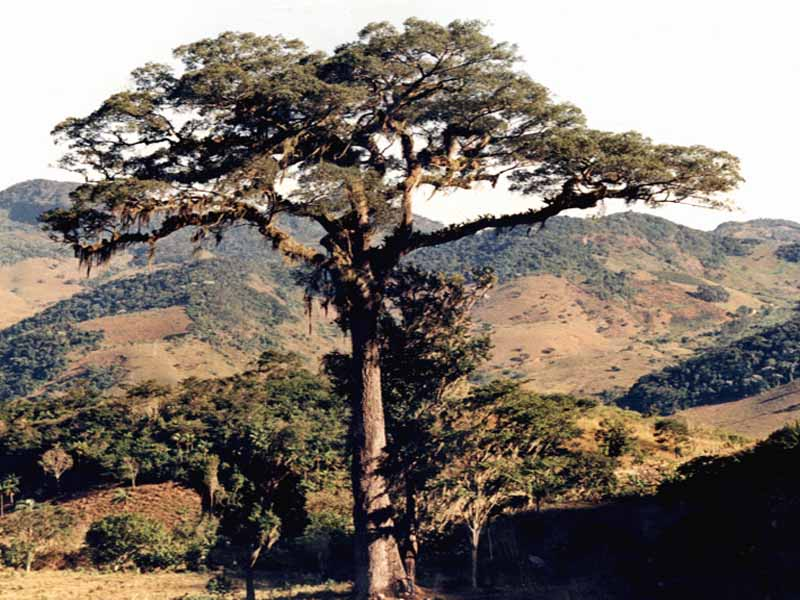
Jequitibá milenar em Carangola, em Minas Gerais, no Brasil.

Outros tantos cantaram o jequitibá, como, por exemplo, na música "Jequitibá", do sambista da Mangueira José Ramos, que nos deixou em dezembro de 2001, parceiro de Cartola e grande compositor de sambas de terreiro da escola:
"...Ô ô ô ô ô
"O jequitibá do samba chegou
"Mangueira é uma floresta de sambistas
"Onde o jequitibá nasceu...
Por ser bela e alta, fazendeiros costumavam derrubar outras árvores e preservar o jequitibá em suas propriedades. Com enredo desenvolvido em torno desta ideia, existiu a novela brasileira Renascer, de 1993, na qual um facão enterrado em frente a um pé de jequitibá representou a força do fazendeiro José Inocêncio vivido pelos atores Leonardo Vieira e Antônio Fagundes (na versão de 1993) e Humberto Carrão e Marcos Palmeira (na versão de 2024).
O CD "O Gigante da Floresta", do músico e compositor Hélio Ziskind, narra fato acontecido na cidade mineira de Carangola, onde uma mobilização popular buscou salvar o jequitibá da cidade, que, após incêndio criminoso, ardeu em chamas por onze dias. Bombeiros trabalharam sete dias para conter o fogo, que consumiu o interior do tronco, formando uma cratera dentro da qual a equipe da Polícia Florestal circulava facilmente e onde caberiam mais de dez pessoas. Este exemplar era considerado a árvore mais antiga do Brasil. O "Jequitibá de Carangola", como era chamado, não resistiu e morreu no início de 2000, após 1 500 anos de resistência.
Outra aparição dessa árvore se deu em um episódio do programa infantil "Cocoricó", produzido pela TV Cultura de São Paulo. Júlio, um dos personagens principais, vê um jequitibá pela primeira vez e, admirado com o tamanho da árvore, decide plantar, na fazenda onde mora, uma semente que havia encontrado na base de seu tronco. Quando Zazá, uma das galinhas da fazenda, alerta Júlio quanto ao tempo que um jequitibá leva para crescer, ele responde: - "não tem problema, eu posso esperar, com certeza".